# Octobranchus longipes
Octobranchus longipes är en ringmaskart som beskrevs av Blankensteyn och Lana 1987. Octobranchus longipes ingår i släktet Octobranchus och familjen Trichobranchidae. Inga underarter finns listade i Catalogue of Life.